# Чорнобильський район
Чорнобильський район — колишній район Української РСР, що існував в період з 1923 до 1988 року на півночі сучасної Київської області (51°16′ пн. ш. 30°13′ сх. д. / 51.267° пн. ш. 30.217° сх. д.). Районний центр — місто Чорнобиль.

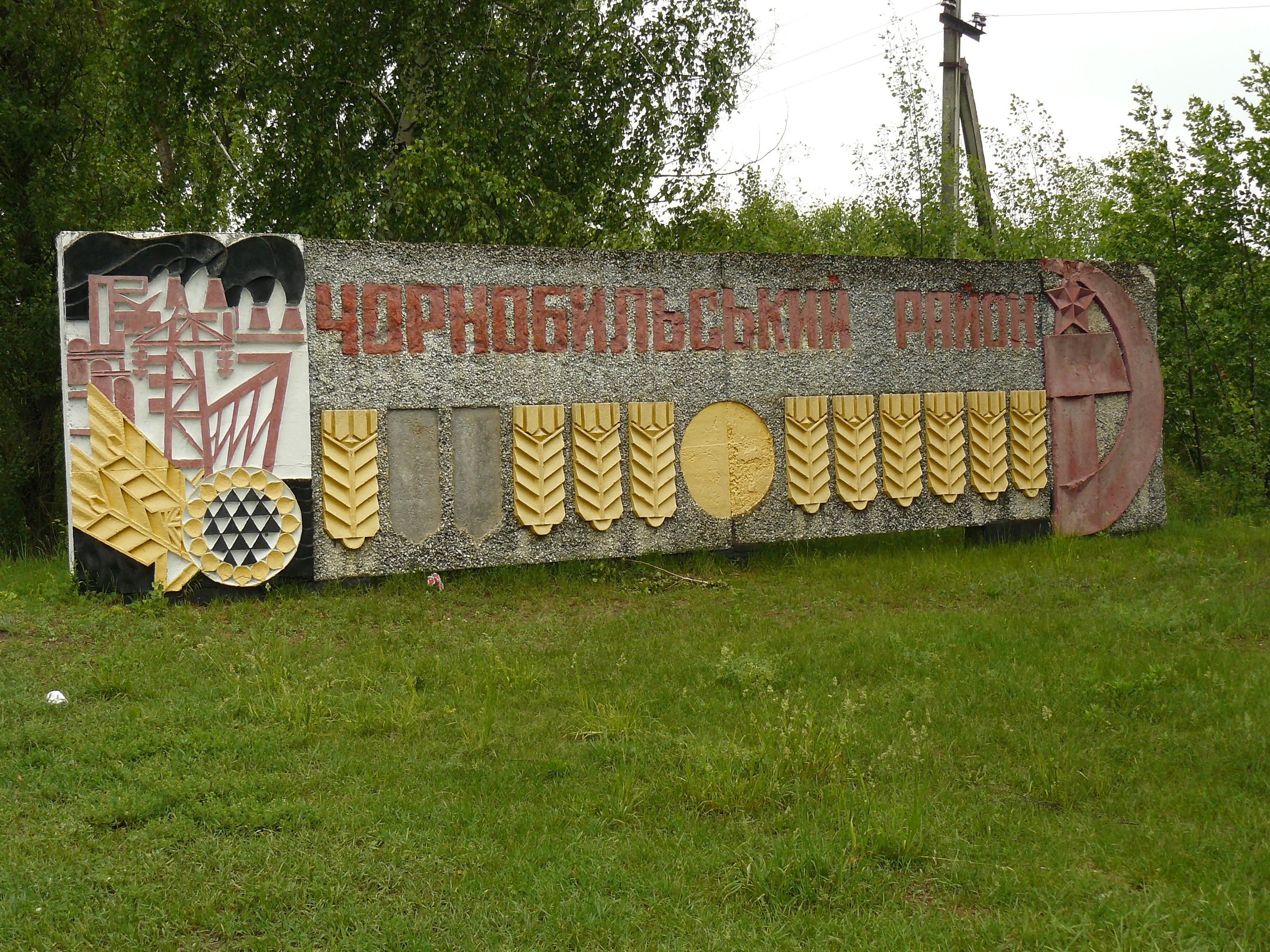
Історичний в'їзний знак до Чорнобильського району по дорозі від Іванкова до Чорнобиля

Чорнобильський район Київської губернії (з 1932 року: Київської області) було утворено під час адміністративної реформи 1923 року. Між 1919 та 1923 роками існував Чорнобильський повіт, що був виділений з Радомишльського повіту.
Після аварії на Чорнобильській АЕС, Чорнобильський район було ліквідовано в 1988 році, а населені пункти, які не було відселено (Горностайпільська, Дитятківська та Страхоліська сільські ради), передали до Іванківського району.

Деякі інші сільради (Машівська, Паришівська, Новошепелицька тощо) були об'єднані з сільрадами інших районів.
Більша частина території колишнього Чорнобильського району входить до зони відчуження.

## Географія та адміністративний устрій
Чорнобильський район розташовувався на півночі Київської області, яка на той час була адміністративною частиною Української Радянської Соціалістичної Республіки. На сході район межував із Київським водосховищем; на південь — з Вишгородським районом; на південний захід — з Іванківським районом; на захід — з Поліським районом, значні частини якого також постраждали від наслідків Чорнобильської катастрофи.
Сьогодні територія колишнього району адміністративно є частиною Вишгородського району (до реформи 2020 року вона була частиною Іванківського району). До свого ліквідування Чорнобильський район мав площу 2000 км² (770 кв. миль) і населення 44 000 осіб. Річка Прип'ять протікає через територію колишнього району, перш ніж впасти в Київське водосховище.

## Історія
Чорнобильський повіт Київської губернії було виділено з Радомисльського повіту 1919 року.  У ході адміністративно-територіальної реформи в 1923 його перетворили на Чорнобильський район Київської губернії (з 1932 року — Київської області).
З моменту створення в 1923 році до 1941 року адміністративним центром району було селище міського типу Чорнобиль. У 1941 році Чорнобиль отримав статус міста.
10 вересня 1959 року до Чорнобильського району було приєднано частину території скасованого Новошепелицького району.
Станом на 1971 рік у складі району перебували 1 міська (Чорнобильська) і 27 сільських рад, яким підпорядковувалися загалом 69 населених пунктів.  
1970 року розпочато будівництво Чорнобильської АЕС та міста атомників Прип'ять.  До 1979 року селище міського типу Прип'ять було найбільшим населеним пунктом району.  У цьому ж році Прип'ять отримала статус міста і перейшла в обласне підпорядкування, переставши формально бути частиною району.
Після аварії на Чорнобильській АЕС 26 квітня 1986 року було ухвалено рішення про евакуацію мешканців, які опинилися в зоні радіоактивного забруднення.  Населення Прип'яті евакуювали 27 квітня, а мешканців сільської місцевості — 4 та 5 травня 1986 року.  У зв'язку з тим, що понад 90 % площі району, включаючи райцентр, опинилися у зоні відчуження, 16 листопада 1988 року Чорнобильський район було ліквідовано, а його територія увійшла до складу Іванківського району і перейшла під його адміністрацію.
Сьогодні більша частина колишньої території району знаходиться в зоні відчуження, де на вахтовій основі проживає обслуговуючий персонал ЧАЕС, а також постійно мешкають 135 самоселів (станом на жовтень 2017 року).
17 липня 2020 року території Поліського та Іванківського районів (включно з територією колишнього Чорнобильського району), а також місто Славутич, були включені до складу Вишгородського району в рамках адміністративно-територіальної реформи.

## Склад на 1986 рік
До свого ліквідування Чорнобильський район мав одну міську раду (міськраду) під своєю адміністрацією (адміністративний центр — Чорнобиль) та 23 сільські ради (сільради), до яких було підпорядковано 63 села, та одне секретне військове селище. Загалом у районі налічувалося 65 населених пунктів.
Місто Прип'ять, яке було засноване в 1970 році для працівників та їхніх родин Чорнобильської атомної електростанції, раніше адміністративно підпорядковувалося Чорнобильському району. У 1980 році йому було надано статус міста обласного підпорядкування, і воно стало підпорядковуватися не Чорнобильському району, а органам влади Київської області.
Район поділявся на 1 міську та 23 сільські ради
- Чорнобильська міська рада (місто Чорнобиль)
- Прип'ятська міська рада (місто Прип'ять, села Хутір Підлісний, Янів)[3][4][5]
- Горностайпільська сільська рада (села Горностайпіль, Губин, Лапутьки)
- Дитятківська сільська рада (села Дитятки, Блистюн, Зорин, Фрузинівка)[6]
- Домантівська сільська рада (село Домантове)[7]
- Заліська сільська рада (села Залісся, Запілля, Іванівка, Новосілки)
- Зимовищенська сільська рада (села Зимовище, Крива Гора, Старосілля)
- Іллінецька сільська рада (села Іллінці, Рудня-Іллінецька, Стара Красниця)
- Копачівська сільська рада (села Копачі, Лелів, Нагірці)[8]
- Корогодська сільська рада (села Корогод, Глинка, Замошня)
- Купуватська сільська рада (села Купувате, Городище, Оташів)
- Ладижицька сільська рада (села Ладижичі, Заглиб'я, Тарасиця, Теремці, Хутір Золотніїв)[9]
- Машівська сільська рада (села Машеве, Красне)
- Новошепелицька сільська рада (села Новошепеличі, Кошарівка, Семиходи, Усів)[10]
- Опачицька сільська рада (села Опачичі, Кам'янка, Плютовище)
- Паришівська сільська рада (села Паришів, Кошівка)
- Річицька сільська рада (села Річиця, Буряківка, Нова Красниця, Рудьки)
- Розсохівська сільська рада (села Розсоха, Бички, Іловниця)
- Старошепелицька сільська рада (села Старі Шепеличі, Бенівка)
- Стечанська сільська рада (села Стечанка, Роз'їждже)
- Страхоліська сільська рада (села Страхолісся, Медвин, Ротичі, Тетерівка)[11][12]
- Терехівська сільська рада (села Терехи, Андріївка)
- Товстоліська сільська рада (села Товстий Ліс, Буда, Красне)
- Чапаєвська сільська рада (села Чапаєвка, Городчан, Коцюбинське)
- Черевацька сільська рада (села Черевач, Рудня-Вересня, Ямпіль)
- Чистогалівська сільська рада (село Чистогалівка)
- селище Чорнобиль-2[13]

## Ліквідовані населені пункти

### У зв’язку з будівництвом Київського водосховища

#### Домантівська сільська рада
- с. Домантове було ліквідовано при будівництві Київського водосховища.

#### Страхоліська сільська рада
- с. Ротичі було ліквідовано при будівництві Київського водосховища.
- с. Тетерівка було ліквідовано при будівництві Київського водосховища.

### У зв’язку з будівництвом Чорнобильської АЕС

#### Копачівська сільська рада
- с. Нагірці було ліквідовано при будівництві ЧАЕС.

#### Прип'ятська міська рада
- х. Підлісний було ліквідовано при будівництві ЧАЕС.

### У зв’язку з будівництвом рибальського ставу

#### Ладижицька сільська рада
- с. Тарасиця було ліквідовано при будівництві рибальського ставу.

### У зв’язку з відсутністю постійного населення

#### Дитятківська сільська рада
- с. Блистюн було ліквідовано у зв’язку з відсутністю постійного населення.

## Населені пункти, що припинили підпорядкування районній адміністрації

### Прип'ятська міська рада
- м. Прип'ять набуло статусу міста обласного підпорядкування.
- с. Янів також припинило підпорядкування районній адміністрації, оскільки входить до складу Прип'ятської міської ради.

## Населені пункти, об'єднані з іншими поселеннями[14]
- с. Вербівка  об'єднано з с. Стечанка
- х. Гарбарня  об'єднано з  с. Лапутьки
- х. Грині  об'єднано з  с. Лапутьки
- х. Двір  об'єднано з  с. Товстий Ліс
- с. Калинівка  об'єднано з  с. Залісся
- с. Карпилівка  об'єднано з  с. Копачі
- с. Малий Корогод  об'єднано з  с. Корогод
- с. Малий Черевач  об'єднано з  с. Черевач
- х. Дехтярівка об'єднано з с. Роз'їждже
- с. Рудня-Сахан об'єднано з с. Новошепеличі
- х. Єновщина об'єднано з с. Ладижичі
- х. Германщина об'єднано з с. Ладижичі
- с. Семиходи об'єднано з м. Прип'ять
- с-ще Лісове об'єднано з м. Прип'ять

## Старі найменування населених пунктів[15]
- с. Великий Корогод перейменовано на с. Корогод
- с. Великий Черевач перейменовано на с. Черевач
- с. Жовнірівка  перейменовано на с. Вербівка
- с. Стара Буда перейменовано на с. Ново-Старо-Буда, згодом — на с. Буда
- с. Гапоновичі перейменовано на с. Калинівка
- х. Янів перейменовано на х. Підлісний (с. Підлісне)
- с. Янівка перейменовано на с. Іванівка
- с. Хоромне перейменовано на с. Затонське, згодом — на с. Чапаєвка
- с. Городчани перейменовано на с. Городчан
- с. Красне селище перейменовано на с. Красне (Товстоліська с/р)
- с. Плитовище перейменовано на с. Плютовище
- с. Опачиці перейменовано на с. Опачичі
- с. Ладижиці перейменовано на с. Ладижичі
- х. Д'яволоч (Д'яволоча) перейменовано на с. Дябловичі, згодом — на с. Тетерівка
- с. Глинна перейменовано на с. Глинка